# Combate de la Isla San Lorenzo
El Combate de la Isla San Lorenzo fue una escaramuza naval de la guerra contra la Confederación Perú-Boliviana donde se enfrentaron la goleta confederada "Yanacocha" contra el bergantín "Aquiles" frente a la Isla San Lorenzo.

## Antecedentes
El almirante Blanco Encalada estaba en persecución de parte de la escuadra confederada que se había resguardado en el puerto de Guayaquil, en Ecuador.
Para no violar la neutralidad de Ecuador, el Almirante Manuel Blanco Encalada dejó al bergantín "Orbegoso" y la fragata "Monteagudo" al mando del comandante Manuel Díaz, en espera de la salida de los buques confederados para capturarlos en altamar, mientras él se regresaba a bloquear el puerto del Callao con la corbeta "Valparaíso" y el bergantín "Aquiles".
Durante el bloqueo, el 21 de enero de 1837, se produjo una escaramuza con varias cañoneras, la que finalizó sin consecuencias para ambas partes.
Blanco Encalada ordenó al comandante Roberto Simpson mantener el bloqueo del Callao frente a la Isla San Lorenzo con el bergantín "Aquiles" mientras él con la corbeta "Valparaíso" fue a Huacho donde hizo aguada. En seguida puso proa al sur, con destino a Valparaíso donde lo llamaba el gobierno.

## Desarrollo del combate
Al estar el bergantín "Aquiles" solo frente al puerto, el 5 de febrero salió a combatirlo la goleta "Yanacocha" al mando de Miguel Balareso. Simpson aceptó el combate y el "Aquiles" se dirigió a su enemigo mientras los dos buques intercambiaban cañonazos a larga distancia. Después de un corto cañoneo, la goleta "Yanacocha" regresa al puerto del Callao y el bergantín "Aquiles" intenta perseguirla pero no logra alcanzarla antes que la goleta "Yanacocha" se recogiera bajo el amparo de los fuertes. Según Simpson, el Aquiles logró agujerear el velamen de la "Yanacocha".

## Consecuencias
Más adelante, a pesar de los esfuerzos por mantener el bloqueo, la goleta "Yanacocha" lograría romperlo para dirigirse a las costas de Ecuador en el río Guayas.
En cuanto al bergantín "Aquiles", con la llegada del bergantín "Napoleón" al Callao se decidió su regreso a Chile. 
El 8 de diciembre de 1836, llega a Chile la corbeta "Libertad", para entregarse a la Comandancia General de Marina, debido a que la tripulación se rebeló en contra de las autoridades confederadas. Esta era encabezada por los tenientes Leoncio Señoret, francés, y Juan Manuel Uraga, peruano.